# Laternaria effusa
Laternaria effusa är en insektsart som först beskrevs av William Lucas Distant 1891.  Laternaria effusa ingår i släktet Laternaria och familjen lyktstritar. Inga underarter finns listade i Catalogue of Life.